# Longkeng
Longkeng (kinesiska: 龙坑, 龙坑镇) är en köping i Kina. Den ligger i provinsen Guizhou, i den sydvästra delen av landet, omkring 110 kilometer norr om provinshuvudstaden Guiyang. Antalet invånare är 49934. Befolkningen består av 24 196 kvinnor och 25 738 män. Barn under 15 år utgör 19,0 %, vuxna 15-64 år 73 %, och äldre över 65 år 6,0 %.